# ماري مالون
ماري مالون (بالإنجليزية: Mary Mallon)‏ الشهيرة باسم ماري تيفوئيد (1869-1938) أول امرأة عُرف أنها ناقل عديم الأعراض للتيفوئيد في الولايات المتحدة. كانت ماري قد شفيت من المرض؛ لكنها بصفتها ناقلة للمرض استمرت في نشر جرثومة التايفويد إلى الآخرين، ونقلت العدوى لنحو 53 شخصًا على الأقل في الفترة 1900-1915م، مات منهم ثلاثة.

## حياتها المبكرة
ليس معروفًا عن حياة ماري مالون المبكرة سوى القدر القليل، فهي قد ولدت في أيرلندا في 23 سبتمبر 1869، ثم سافرت إلى نيويورك بعد بلوغها الخامسة عشر.

## قصة نقلها للمرض
عملت مالون طاهية في عدد من بيوت الأغنياء بنيويورك، وما أن تستقر في بيت أحدهم حتى يسقط أفراد العائلة واحداً تلو الآخر كان أحدهم قصر أحد رجال القانون حيث تم نقل 8 أفراد من العائلة إلى المستشفى فقط بعد مرور أسبوعين على تعيينها. ويربط جورج سوبر ـ الذي كان مهندس مَرافق صحية ـ بينهما وبين 6 حالات تيفويد على الأقل في ولاية نيويورك. وقد رفضت ماري مالون التخلي عن مهنتها؛ وعليه تم حجزها في الحجر الصحي بمستشفى على جزيرة نائية حتى عام 1910 عندما صدر قانون يرفض حبس أو نفي الأشخاص حاملي للأمراض وتم تخييرها بين البقاء أو الخروج لكن منعها بالطبع من العمل نهائيا كطاهية فاختارت الخروج ثم عادت للعمل كطاهية تحت اسم مستعار وهذه المرة عادت كطاهية في مستشفى، وبعد أيام قليلة من تعيينها بالوظيفة الجديدة بدأ المرض بالظهور على 25 من نزلاء المستشفى.

## وفاتها
هذه المرة تم وضع ماري بالحجر الصحي حتى وفاتها في 11 نوفمبر 1938 بعد 26 عاماً بالحجر ولكنها توفيت بالالتهاب الرئوي و ليس التيفوئيد الذي ارتبط اسمه بها لعقود.